# Herminia fusca
Herminia fusca là một loài bướm đêm trong họ Noctuidae.